# Carlos André Mariani Bittencourt
Carlos André Mariani Bittencourt, Belo Horizonte - MG, Brasil foi Procurador-geral de Justiça do Estado de Minas Gerais. 

## Carreira
Carlos Bittencourt formou-se em direito pela Pontifícia Universidade Católica de Minas Gerais e pós-graduado em Direito Empresarial pela Fundação Dom Cabral
Ingressou na carreira do Ministério Público do Estado de Minas Gerais como Promotor de Justiça em 1990. Foi promotor de Justiça nas comarcas de Ibiraci, Diamantina, Barbacena e Belo Horizonte. Atuou nas áreas de Justiça de Família e Fazenda Pública, Defesa do Patrimônio Público, além de exercer funções junto à Procuradoria Regional Eleitoral de Minas Gerais. Carlos André exerceu o cargo de chefe de gabinete da Procuradoria-Geral de Justiça até 2008 e, em fevereiro de 2011, assumiu o cargo de procurador-geral de Justiça adjunto administrativo. Em dezembro de 2012, tomou posse como procurador-geral de Justiça de Minas Gerais, sendo reconduzido ao cargo em dezembro de 2014.